# 埴安池
埴安池（はにやすのいけ）は、日本古代に大和国高市郡、天香具山付近にあったと伝わる池。

## 概要
「埴安」の地名は、『日本書紀』巻第三に現れるもので、神日本磐余彦天皇（かむやまといわれひこ の すめらみこと）（神武天皇）が磯城邑（しきのむら）と高尾張邑（たかおわりのむら）の赤銅（あかがね）の八十梟帥と戦うべく、椎根津彦（しいねつひこ）と弟猾に天香具山の埴土を取り、八十平瓮（やそびらか＝たくさんの平瓮）や天手抉（あめ の たくじり＝供え物用の手で作った粗末な土器）八十枚（やそち＝たくさんの枚数）、厳瓮（いつへ＝神酒を盛る神聖な土器）をつくり、丹生の川上にのぼって、天神地祇をお祭りになった、という伝説に由来するものである。
このほか、『書紀』第五には、崇神天皇に対する武埴安彦命の反乱の記事があり、それによると、武埴安彦の妻、吾田媛がひそかに「倭の香山（かぐやま）の土」を取り、領巾（ひれ）のはしに包んで、呪いの言葉として「倭国の物実（ものしろ）」（＝倭の代表の土）と言っていたと、倭迹迹日百襲姫命が天皇に進言したという話もある。すなわち、香久山の土を取る、ということは国家を盗み取ることに等しい行為とされていたことが分かる。
ほかにも、『住吉大社神代記』によると、天香具山社の社中から埴土をとったという伝承も残されている。
池の名前については、『万葉集』巻第一、および巻第二に現れている。
すなわち、この歌から推定されることは、埴安池の堤から藤原宮をのぞむと、東方に天香具山が、西方に畝傍山があり、北方には耳成山があり、はるか南方には吉野の山があるということになり、埴安池は藤原宮の付近にあり、香具山と藤原宮の間にあったことになる。
また、
と歌われている。
また、巻第三の鴨君足人の香具山の歌によると、
とあるように、藤原宮の官人たちが、船遊びを楽しむ池であったらしい。
この条件に合致する池を捜すと、藤原宮跡の東方、橿原市木之本町にある都多本神社（哭沢神社）の境内の東北に、香久山西北麓との間に、周辺より2メートルほど低くなっている地形が認められ、これが埴安池跡ではないか、と推定される。一帯は深い泥田で、厚い泥土層が堆積している。この地には土安神社（はにやすじんじゃ、延喜式の畝尾坐健土安神社に比定）も存在しており、中央部を、木葉堰からの中ノ川が南北に貫いてもおり、これらも埴安池との密接な関係性を物語っている。
このほか、巻第一の舒明天皇の望国（くにみ）の歌の中にある「海原」は埴安池だとする説があり、これが確かだとすると、埴安池は7世紀前半には存在していたことになる。
『大和志』・『大和名所図会』などによると、天香具山の南麓、現在の橿原市南浦町にある鏡池が該当するとしている。
これらとは別に、埴安池を『書紀』巻第十二の履中天皇の箇所に初出する磐余池と同じものだとする見方もあり、磐余を桜井市中部から橿原市東南部にかけての汎称と解釈するなら、二つは同一のものであった可能性もある。